# Linas Rumšas
Linas Rumšas (4 oktober 1995 – Lucca, 2 mei 2017) was een Litouws wielrenner. Hij was de zoon van voormalig profwielrenner Raimondas Rumšas.

## Carrière
Als junior nam Rumšas eenmaal deel aan het wereldkampioenschap: in 2013 eindigde hij op plek 106 in de door Mathieu van der Poel gewonnen wegwedstrijd.
In 2015 nam Rumšas onder meer deel aan de Circuito del Porto en de Grote Prijs van Minsk. In augustus van dat jaar eindigde in de wegwedstrijd voor beloften op het Europese kampioenschap op plek 106. In 2016 werd hij nationaal kampioen op de weg bij de beloften, door zijn broer Raimondas 28 seconden voor te blijven en zo solo als eerste over de finish te komen. Drie maanden later eindigde hij op plek 101 in de wegwedstrijd op het Europese kampioenschap.
Op 2 mei 2017 werd bekend dat Rumšas dood werd aangetroffen in zijn huis. Een paar dagen eerder had hij, namens de Italiaanse wielerclub Altopack-Eppela, nog deelgenomen aan de Toscana-Terra di ciclismo, een Italiaanse beloftenwedstrijd. In september werd bekend dat zijn vader, Raimondas Rumšas, een van de vijf verdachten is in het onderzoek naar de dood van zoon Linas, nadat er verboden middelen werden gevonden in zijn woning. In oktober testte zijn oudere broer positief op het groeihormoon GHRP-6.

## Overwinningen
2016
 Litouws kampioen op de weg, Beloften